# Subterranean
Subterranean är ett musikalbum av melodisk death metal-gruppen In Flames från Göteborg. Det släpptes 1995 av skivbolaget Wrong Again Records. All musik är skriven av In Flames och texterna av Henke Forss.
En ommixad version med fyra bonusspår återutgavs av Regain Records 2004 . Förutom Dead Eternity (från The Jester Race) och The Inborn Lifeless innehåller nyutgåvan Iron Maiden-covern Murders In The Rue Morgue" och Metallica-covern Eye Of The Beholder".

## Låtlista
1. Stand Ablaze - 04:34
2. Ever Dying - 04:24
3. Subterranean - 05:46
4. Timeless - 01:47
5. Biosphere - 05:07

Nyutgåvan av Regain Records 2004  har nedanstående bonusspår.
  6. Dead Eternity

  7. The Inborn Lifeless

  8. Murders In The Rue Morgue (Iron Maiden-cover)

  9. Eye Of The Beholder (Metallica-cover)

## Banduppsättning
- Henke Forss - sång
- Jesper Strömblad - gitarr
- Glenn Ljungström - gitarr
- Johann Larsson - bas
- Anders Jivarp - trummor (spår 3 och 5)
- Daniel Erlandsson - trummor (spår 1 och 2)